# Fuck tha Police
Fuck tha Police (с англ. — «К чёрту полицию») — сингл американской группы N.W.A, в котором выражается протест против действий полиции по отношению к афроамериканцам. Вошёл в альбом Straight Outta Compton. Песня была включена в список «500 величайших песен всех времён по версии журнала Rolling Stone», на момент мая 2025 года находясь в нём на 190-м месте. Куплеты Ice Cube и MC Ren были написаны ими лично, часть Eazy-E написана MC Ren’ом. Многие куски песни были раскритикованы за "пропаганду" насилия над полицией, хотя члены NWA утверждали, что они просто уличные репортёры, которые с нейтральной позиции рассказывают о событиях на улицах и осуждают произвол со стороны полиции. 

## Тема

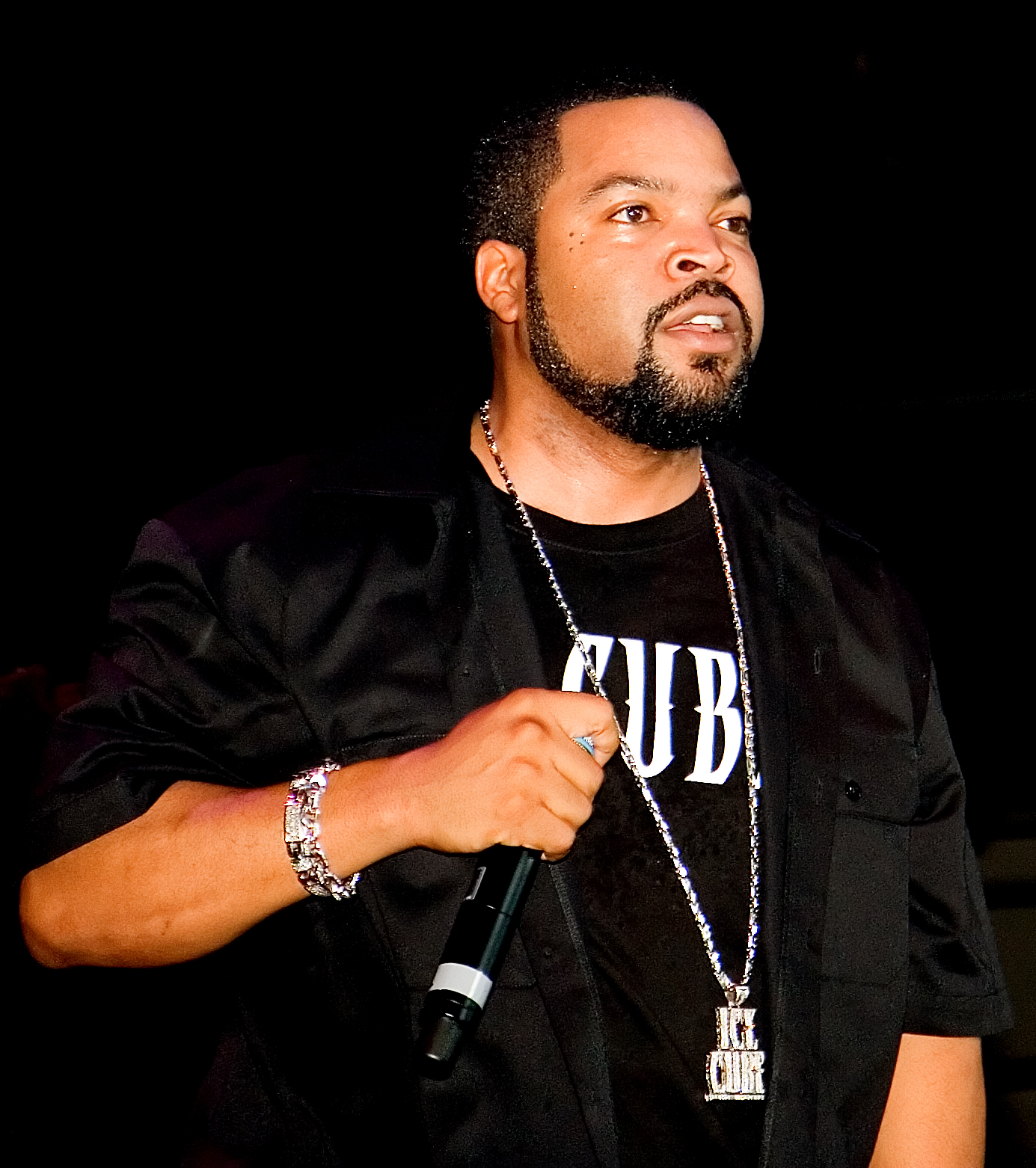
Ice Cube — один из авторов и исполнителей песни.

В песне Dr. Dre представляется как судья, который выносит приговор полицейским. Другие члены группы играют роли прокуроров. Этим рэперы критикуют полицию Комптона. В конце концов Дре использует лазейки в судебной системе, чтобы использовать свидетелей в свою сторону и доказать, что полицейские сосредоточены только на борьбе с молодым чернокожим меньшинством, обвиняя их в наркоторговле и убийствах. В конце вымышленный суд выносит обвинительный приговор копу.

## ПротестыФБР
ФБР обвинило N.W.A в неправдивом тексте, в котором искажено понятие о полиции и написало письмо об этом в звукозаписывающую компанию группы.
В автобиографии Джерри Хеллер написал, что письмо было отправлено мошенником-бюрократом. Он также написал, что он убрал все конфиденциальные документы из офиса Ruthless Records на случай рейда ФБР.

## Чарты
| Чарт (2015)                           | Высшая позиция |
| ------------------------------------- | -------------- |
| Australia (ARIA)                      | 49             |
| Великобритания (OCC UK Singles)       | 97             |
| США (Billboard Hot R&B/Hip-Hop Songs) | 25             |

## Использование
- Во время протестов оппозиции в Белграде против режима Слободана Милошевича в 1996 году участники этих событий исполняли песню[8].
- Песня была использована в биографическом фильме об N.W.A. «Голос улиц», где она играет особую роль в сюжете.
- Песня звучит в фильме ужасов «Мы», где она используется для шутки: голосовой помощник случайно включает её вместо вызова реальной полиции.